# Близнова, Ирина Юрьевна
Ири́на Ю́рьевна Близно́ва (род. 6 октября 1986, Краснодар, СССР) — российская гандболистка; тренер. Заслуженный мастер спорта России. Чемпионка Олимпийских игр 2016 года, серебряный призёр летних Олимпийских игр 2008 года в Пекине в составе сборной России.

## Биография
Родилась в Краснодаре. Гандболом занималась с 8 лет в местной СДЮШОР. Первыми тренерами Ирины являлись Сергей Николаевич и Ирина Васильевна Кос. Провела большую часть карьеры в  клубе «Лада», в составе команды выиграла ряд трофеев. В составе сборной России выиграла дважды чемпионат мира в 2005 и 2007 годах, в 2016 году стала чемпионкой Олимпийских игр. После победы в Рио-де-Жанейро объявила о завершении карьеры. В мае 2019 года объявила о продолжении спортивной карьеры и подписала новый контракт с гандбольным клубом «Лада». Вновь приняла решение завершить карьеру в августе 2020 года. Свое решение гандболистка объяснила тем, что не смогла договориться с тольяттинской «Ладой» о новом контракте.

### После завершения спортивной карьеры
Работала в Тольяттинском экономико-технологическом колледже ( ТЭТК ) ведущим преподавателем по специальности «Физическая культура».
28 августа 2017 назначена на общественных началах советником главы города Тольятти по спорту.
В 2018 году баллотировалась по партийному списку Единой России кандидатом в депутаты Думы Тольятти.
В 2020 году при поддержке Тольяттикаучук организовала гандбольную школу имени Ирины Близновой.
25 апреля 2021 назначена директором гандбольного клуба «Лада», а в июле 2021 года стала президентом клуба.

## Личная жизнь
В 2009 окончила Международный институт рынка. Прошла профессиональную переподготовку в Тольяттинском государственном университете в сфере физической культуры и спорта. Муж: Александр Смирнов. Двое детей.

## Достижения
2001:
- Чемпион России среди девушек

2003:
- Чемпион Европы среди юниорок

2004:
- Чемпион Европы среди юниорок

2005:
- Чемпион мира среди молодёжи;
- Чемпион мира
- Чемпион России

2006:
- Серебряный призёр чемпионата Европы;
- Чемпион России
- Обладательница Кубка России

2007:
- Чемпион мира
- Обладательница Кубка мира
- Серебряный призёр Лиги Чемпионов
- Серебряный призёр чемпионата России;

2008:
- Чемпион России

2008:
- Серебряный призёр Олимпийских игр в Пекине

2012:
- Обладатель Кубка Европейской гандбольной федерации

2016:
- Олимпийская чемпионка Рио-де-Жанейро

## Награды и звания
- Заслуженный мастер спорта России
- Медаль ордена «За заслуги перед Отечеством» II степени (2 августа 2009) — за большой вклад в развитие физической культуры и спорта, высокие спортивные достижения на Играх XXIX Олимпиады 2008 года в Пекине[8]
- Орден Дружбы (25 августа 2016 года) — за высокие спортивные достижения на Играх XXXI Олимпиады 2016 года в городе Рио-де-Жанейро (Бразилия), проявленные волю к победе и целеустремленность[9].